# Saulius Bucevičius
Saulius Bucevičius (* 10. Oktober 1967 in Pavandenė, Rajongemeinde Kelmė) ist ein litauischer Politiker.

## Leben
Von 1975 bis 1979 lernte er in Naujoji Akmenė und von 1981 bis 1982 in der Internatssportschule Trakai. Nach dem Abitur leistete er von 1986 bis 1988 den Pflichtdienst in der Sowjetarmee. Von 1989 bis 1995 arbeitete er bei Caffee „Luokavėlė“ und ab 1995 bei „Hemiris“, bis 2004 als Direktor. 
Seit 2004 ist er Mitglied im Seimas. 2007 war er Mitglied im Rat von Akmenė.
Seit 2003 ist er Mitglied der Darbo partija.